# Parafia św. Maksymiliana Marii Kolbe w Gawrych Rudzie
Parafia świętego Maksymiliana Marii Kolbe w Gawrych Rudzie – parafia rzymskokatolicka, znajdująca się w diecezji ełckiej, w dekanacie Suwałki – Ducha Świętego.